# Lorenza Correa

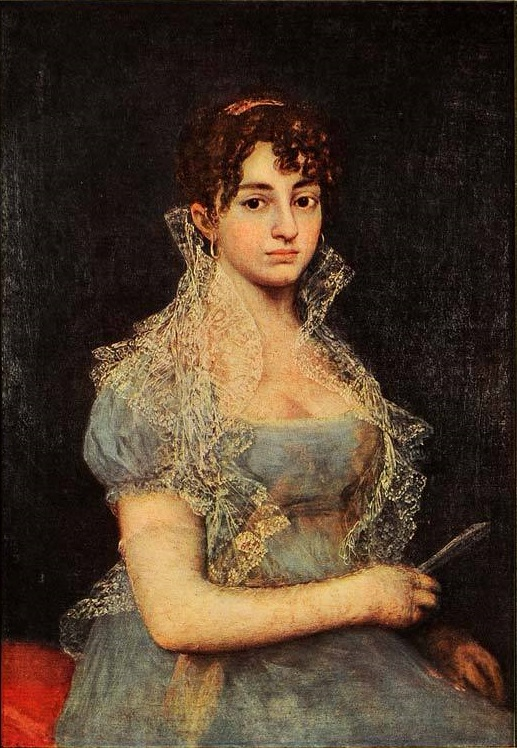
Possible retrat de Lorenza Correa (ca. 1803), relacionat amb un Retrat de senyora amb ventall, mig cos de l'inventari dels béns de Goya redactat en 1828. Alguns catàlegs el situen en una col·lecció particular francesa i com a obra de seguidor o escola de Goya.

Lorenza Correa, nascuda Lorenza Núñez Morales (Màlaga, 1773 - després de 1831), fou una actriu i cantant d'òpera espanyola. Entre 1790 i 1810 va actuar en els teatres més importants de Madrid, Nàpols, París i Milà. Existeix un retrat associat a Lorenza Correa, pintat en data incerta, atribuït en principi a Francisco de Goya i més tard al seu taller o al seu cercle de seguidors. Altres fonts l'han identificat amb La dona amb ventall, conservat en el Museu del Louvre.

## Biografia
Filla dels actors Petronila Morales i Roque Núñez, va prendre el nom artístic del seu padrí, l'actor José Correa. Algunes fonts fixen les seves primeres actuacions amb dotze i quinze anys com a tonadillera i intèrpret d'òperes italianes (unes a Barcelona i unes altres en la seva Màlaga natal). La primera referència en premsa apareix en una crònica del dissabte 16 de juny de 1787 apareguda en el periòdic cortesà El Correu actuant en el Coliseo de los Caño del Peral, a Madrid. Més tard, al febrer i març de 1792, se l'esmenta al costat de les seves germanes Laureana i Petronila.
El 1788 també va cantar a Barcelona.
El 1794 es va casar amb l'actor Manuel García Parra. El 1803, acompanyada pel seu marit, va viatjar a Itàlia, on va ser deixebla de Carlo Marinelli, i a l'any següent el matrimoni va viatjar París. Hi ha constància de representacions teatrals a Brescia el 1804 amb el nom de Lorenza Correa. El 1805 va cantar en el Teatro Regio de Torí amb l'òpera Sofonisba de Vincenzo Federici. El 1810 va cantar de nou. A partir de 1811 Correa va començar a cantar a La Scala de Milà: el 1813 en l'òpera Tamerlano de Simone Mayr; en l'estrena mundial de l'òpera I Pretendenti delusi de Giuseppe Mosca, el 14 d'abril 1811, i també en la Palmira d'Ernesto i Pietro Carlo Guglielmi (estrenada el 18 de setembre 1813), i dos mesos després en Aureliano in Palmira de Gioachino Rossini, escrita per a ella per l'autor, i estrenada el 26 de desembre 1813, amb ella en el paper de Zenobia. Així mateix s'anota la seva participació en Li due duchesse de Simone Mayr (el 7 novembre 1814) i Chiarina de Giuseppe Farinelli (el 13 de setembre 1816), així com en òperes de Pietro Carlo Guglielmi, sempre en l'escenari de La Scala de Milà.
Precedida per la seva fama, el 1811 va ser convidada al Teatre del Odéon de París, però no va poder repetir el mateix èxit d'Itàlia. El 1818 va tornar a Espanya. El 25 d'agost de 1821 va estrenar en el Teatro del Príncipe de Madrid El barber de Sevilla de Rossini. Entre 1827 i 1830 va donar concerts a Gènova. En 1831, de nou a Espanya, va demanar una pensió per a la seva jubilació al monarca espanyol, l'última notícia que es conserva d'ella.
Segons una curta biografia publicada en Caras y Caretas (Buenos Aires, 1917) podria ser que morís a Itàlia cap el 1841.
L'Ajuntament de Madrid li dedicà el carrer Lorenza Correa, al barri de Belles Vistes, districte Universitat.